# Marapanim
Marapanim is een gemeente in de Braziliaanse deelstaat Pará. De gemeente telt 28.011 inwoners (schatting 2009).